# زیردریایی دانیل موسکوفسکی (کی-۴۱۴)
زیردریایی دانیل موسکوفسکی (کی-۴۱۴) (به انگلیسی: Russian submarine Daniil Moskovsky (K-414)) یک زیردریایی است. این زیردریایی  در سال ۱۹۹۰ ساخته شد.